# セラルジウス
セラルジウス（イタリア語: Selargius）は、イタリア共和国サルデーニャ自治州カリャリ県にある、人口約28,000人の基礎自治体（コムーネ）。

## 地理

### 位置・広がり

#### 隣接コムーネ
隣接するコムーネは以下の通り。
- カリャリ
- モンセッラート
- クアルトゥ・サンテーレナ
- クアルトゥッチュ
- セストゥ
- セッティモ・サン・ピエトロ

## 行政

### 分離集落
セラルジウスには、以下の分離集落（フラツィオーネ）がある。
- Is Corrias, Su Pezzu Mannu, Su Planu

## 自然・環境
カリャリからクアルトゥ・サンテーレナ、クアルトゥッチュ、セラルジウスにかけてのStagno di Molentargiusは、ラムサール条約登録湿地である。

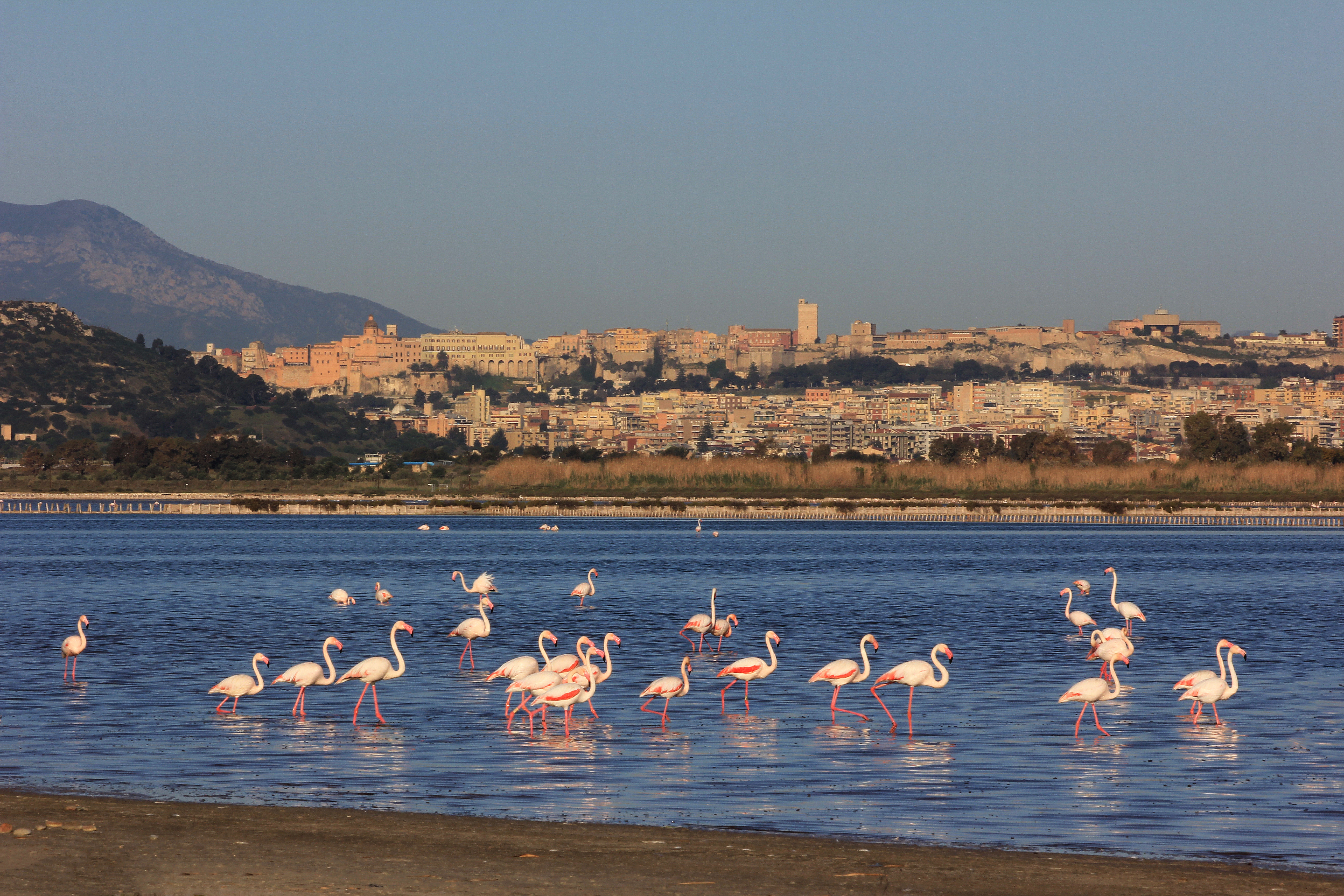
Stagno di Molentargius